# Bromus tomentellus
Bromus tomentellus är en gräsart som beskrevs av Pierre Edmond Boissier. Bromus tomentellus ingår i släktet lostor, och familjen gräs. Inga underarter finns listade i Catalogue of Life.